# Cizos
Cizos é uma comuna francesa na região administrativa de Occitânia, no departamento dos Altos Pirenéus. Estende-se por uma área de 7,61 km². Em 2010 a comuna tinha 131 habitantes (densidade: 17,2 hab./km²).